# 丽江毛鳞菊
丽江毛鳞菊（学名：Melanoseris likiangensis）是菊科毛鳞菊属的植物，是中国的特有植物。分布于中国大陆的云南等地，生长于海拔1,900米至3,100米的地区，一般生长在山坡岩石上、山坡林下或草地，目前尚未由人工引种栽培。

## 别名
别名丽江蓝岩参菊（云南种子植物名录）、东川毛鳞菊。

## 异名
- Cicerbita likiangensis (Franch.) Beauv.
- Chaetoseris likiangensis (Franch.) Shih
- Chaetoseris bonatii
- Lactuca forrestii
- Lactuca likiangensis
- Lactuca bonatii
- Cicerbita bonatii